# Centropogon roraimanus
Centropogon roraimanus är en klockväxtart som beskrevs av Franz Elfried Wimmer. Centropogon roraimanus ingår i släktet Centropogon och familjen klockväxter. Inga underarter finns listade i Catalogue of Life.